# Baetis chelif
Baetis chelif is een haft uit de familie Baetidae. De wetenschappelijke naam van de soort is voor het eerst geldig gepubliceerd in 2005 door Soldán, Godunko & Thomas.
De soort komt voor in het Palearctisch gebied.